# Ренато Штеффен
Ренато Штеффен (нім. Renato Steffen; нар. 3 листопада 1991, Аарау) — швейцарський футболіст, півзахисник клубу «Лугано» та національної збірної Швейцарії.

## Клубна кар'єра
Народився 3 листопада 1991 року в місті Аарау. Вихованець юнацьких команд футбольних клубів «Ерлінсбах», «Аарау» та «Шефтланд». У дорослому футболі дебютував 2011 року виступами за команду «Золотурн», в якій провів один сезон, взявши участь у 27 матчах третього дивізіону країни.
Протягом сезону 2012/13 років захищав кольори команди Суперліги «Тун». 2 вересня 2012 року в матчі проти «Серветта» дебютував у національному чемпіонаті. 6 жовтня того ж року в матчі проти «Грассгоппера» забив свій перший гол за «Тун».
1 липня 2013 року за 500 тисяч євро перейшов в «Янг Бойз». У складі «Янг Бойза» став віце-чемпіоном Швейцарії в сезоні 2014/15. Виступаючи за «Янг Бойз», зумів зіграти 11 матчів в єврокубках. 31 липня 2014 року в матчі третього відбіркового раунду ліги Європи проти кіпрського клубу «Ерміс» (1:0) дебютував в єврокубках. А вже 7 серпня, в матчі-відповіді проти «Ерміса» (2:0) забив перший гол у єврокубках.
12 січня 2016 року уклав контракт з клубом «Базель», у складі якого провів наступні два роки своєї кар'єри гравця і за цей час він двічі виграв швейцарський чемпіонат, а також одного разу Кубок Швейцарії. Граючи у складі «Базеля» також здебільшого виходив на поле в основному складі команди.
10 січня 2018 року Штеффен підписав контракт з німецьким «Вольфсбургом», підписавши угоду на три з половиною роки. Як повідомлялося, плата за перехід склала 1,75 млн. євро. Станом на 23 березня 2019 року відіграв за «вовків» 40 матчів в національному чемпіонаті.

## Виступи за збірну
9 жовтня 2015 року дебютував в офіційних іграх у складі національної збірної Швейцарії в матчі відбіркового турніру до чемпіонату Європи 2016 проти збірної Сан-Марино (7:0).
У травні 2019 року був включений у фінальну заявку збірної на Фінал чотирьох Ліги націй УЄФА 2019 року у Португалії.
| Дата       | Місто        | Господарі  | Результат | Гості                | Турнір                               | Голи | Примітки |
| ---------- | ------------ | ---------- | --------- | -------------------- | ------------------------------------ | ---- | -------- |
| 9-10-2015  | Санкт-Галлен | Швейцарія  | 7 – 0     | Сан-Марино           | Відбір до ЧЄ 2016                    | -    | 78'      |
| 12-10-2015 | Таллінн      | Естонія    | 0 – 1     | Швейцарія            | Відбір до ЧЄ 2016                    | -    | 71'      |
| 25-3-2016  | Дублін       | Ірландія   | 1 – 0     | Швейцарія            | товариський матч                     | -    | 62'      |
| 29-3-2016  | Цюрих        | Швейцарія  | 0 – 2     | Боснія і Герцеговина | товариський матч                     | -    |          |
| 13-11-2016 | Люцерн       | Швейцарія  | 2 – 0     | Фарерські острови    | Відбір до ЧС 2018                    | -    | 80'      |
| 23-3-2019  | Тбілісі      | Грузія     | 0 – 2     | Швейцарія            | Відбір до ЧЄ 2020                    | -    | 84'      |
| 5-6-2019   | Порту        | Португалія | 3 – 1     | Швейцарія            | Ліга націй УЄФА 2018-2019 - півфінал | -    | 83'      |
| 8-9-2019   | Сьйон        | Швейцарія  | 4 – 0     | Гібралтар            | Відбір до ЧЄ 2020                    | -    | 65'      |
| 15-10-2019 | Женева       | Швейцарія  | 2 – 0     | Ірландія             | Відбір до ЧЄ 2020                    | -    | 88'      |
| 15-11-2019 | Санкт-Галлен | Швейцарія  | 1 – 0     | Грузія               | Відбір до ЧЄ 2020                    | -    | 74'      |
| 3-9-2020   | Львів        | Україна    | 2 – 1     | Швейцарія            | Ліга націй УЄФА 2020-2021 - 1-й етап | -    | 46' 83'  |
| 6-9-2020   | Базель       | Швейцарія  | 1 – 1     | Німеччина            | Ліга націй УЄФА 2020-2021 - 1-й етап | -    | 49'      |
| 11-11-2020 | Геверле      | Бельгія    | 2 – 1     | Швейцарія            | товариський матч                     | -    | 46'      |
| 14-11-2020 | Базель       | Швейцарія  | 1 – 1     | Іспанія              | Ліга націй УЄФА 2020-2021 - 1-й етап | -    | 73'      |
| Усього     |              | Матчів     | 14        |                      | Голів                                | 0    |          |

## Титули і досягнення
- Чемпіон Швейцарії (2):

«Базель»: 2015–26, 2016–17
- Володар Кубка Швейцарії (1):

«Базель»: 2016–17